# コリン・マクミラン
コリン・マクミラン（Colin McMillan、1966年2月19日 - ）は、イギリスの男性プロボクサー。ロンドン出身。 元WBO世界フェザー級王者。

## 来歴
1988年11月29日、地元ロンドンのタウン・ホールでプロデビューを果たし6回60-57.5の判定勝ちを収め白星でデビューを飾った。
1988年12月10日、アルリック・ジョンソンと対戦し6回59.5-58の判定勝ちを収めた。
1989年1月31日、ヨーク・ホールでアラン・マッケイと対戦し3回TKO勝ちを収めた。
1989年11月30日、シルベスター・オスージと対戦し4回1分46秒TKO勝ちを収めた。
1990年5月3日、スティーブ・ワルカーと対戦し6回判定勝ちを収めた。
1991年5月22日、ニュー・ロンドン・アリーナでBBBofC英国フェザー級王者ゲーリー・デ・ロックスと対戦し7回TKO勝ちを収め王座獲得に成功した。
1991年9月4日、ケビン・プリチャードと対戦し7回TKO勝ちを収め初防衛に成功した。
1991年10月29日、ロイヤル・アルベルト・ホールでセーン・マーフィーと対戦し12回判定勝ちを収め2度目の防衛に成功した。
1992年1月18日、ロイヤル・アルベルト・ホールでコモンウェルスイギリス連邦フェザー級王者ペーシー・コーメイと対戦し12回判定勝ちを収め王座獲得に成功した。
1992年5月16日、ロンドンのアレクサンドラ・パビリオンでWBO世界フェザー級王者マウリシオ・ステッカと対戦し12回3-0(2者が118-110、116-114)の判定勝ちを収め王座獲得に成功した。
1992年9月26日、ロンドンのオリンピアでルーベン・パラシオスと対戦。判定ではリードを奪っていたが8回1分52秒逆転TKO負けを喫し初防衛に失敗し王座から陥落した。
1993年10月23日、1年振りの試合。カーディフのナショナル・アイス・リンクでWBO世界フェザー級王者スティーブ・ロビンソンと対戦し12回0-3(113-117、113-116、111-117)の判定負けを喫し1年振りの王座返り咲きに失敗した。
1995年2月4日、ナショナル・アイス・リンクでハリー・エスコットと対戦し8回判定勝ちを収めた。
1996年5月14日、BBBofC英国フェザー級王者ジョン・ジョ・イルウィンと対戦し12回判定勝ちを収め5年振りの王座帰り咲きに成功した。
1997年1月11日、ヨーク・ホールで後のIBF世界フェザー級王者ポール・イングルと対戦し8回1分42秒TKO負けを喫し初防衛に失敗し王座から陥落した。この試合を最後に現役を引退した。

## 獲得タイトル
- BBBofC英国フェザー級王座
- コモンウェルスイギリス連邦フェザー級王座
- 第5代WBO世界フェザー級王座（防衛0）